# God tro
God tro (latin bona fides, franska bonne foi, tyska guter Glauben) är en juridisk term som står för att en person som tar emot något från en annan person har föreställningen eller uppfattning att den senare verkligen är behörig som fångesman. Det innebar, i synnerhet förr i svensk rätt, att den senare personen hade befogenhet att låta mottagaren få den rätt som avses.
God tro kan även innebära att part är ovetande om eventuella missförhållanden vid exempelvis ett avtals tillkomst.
Begreppet är av stor betydelse för bedömning av om avtal har uppkommit om motparten t.ex. skrivit fel pris i offerten eller utsatts för tvång för att ingå avtalet.

## Exempel
- Man köper en sak, lösöre eller fastighet av någon som man tror är berättigad att sälja saken.
- Man mottager och belånar en pant i den tro att pantsättaren verkligen äger denna.
- Man tar en växel som betalning under antagande att den är korrekt överlåten från föregående innehavare.
- Man låter på sig transportera ett skuldebrev i den förmodan att man därmed också får den fordran som skuldebrevet anger mot dess utställare.

## Sverige
I Sverige finns ”Lag (1986:796) om godtrosförvärv av lösöre”. Sedan 2003 är lagen ändrad så att man som köpare inte kan hävda att man handlat i god tro (och därmed ska få behålla det man köpt) om varan/egendomen är stulen eller tagen från den rätte ägaren under hot eller tvång. Trots att förvärvaren av egendomen har gjort ett godtrosförvärv kan dock den ursprunglige ägaren få tillbaka egendomen mot en lösensumma, eller, om egendomen var olovligt tagen (t.ex. stulen) utan att behöva betala lösensumma. Lösensumman ska bestämmas till det belopp som förvärvaren betalade för egendomen.

### Fotnoter
1. ↑  ”Godtrosförvärv”. Stöldskyddsföreningen. https://www.stoldskyddsforeningen.se/privat/sakerhetsradgivning-for-privatpersoner/god-tro/godtrosforvarv/. Läst 3 september 2017.
2. ↑  3 och 5 §§ lagen (1986:796) om godtrosförvärv av lösöre
3. ↑  6 § lagen (1986:796) om godtrosförvärv av lösöre